# Really Cool Airlines
Really Cool Airlines ( en tailandés: เรียลลี่คูลแอร์ไลนส์ ) es una propuesta de aerolínea con base en Tailandia y enfocada en rutas de largo alcance.   La aerolínea fue anunciada por primera vez el 22 de marzo de 2023 por Patee Sarasin, fundadora y ex directora general de Nok Air .  Su flota y planes de rutas se revelarán en junio de 2023, con planes de lanzar sus primeros vuelos en marzo de 2024.   

## Destinos
Really Cool Airlines opera principalmente vuelos a destinos internacionales. No habrá vuelos nacionales, pero se espera que incluyan a Japón, Corea del Sur, China, Estados Unidos, Turquía, Reino Unido, Brasil, Colombia, Panamá, México, Unión Europea y Australia.

## Flota
Really Cool Airlines está en negociaciones con Airbus y Boeing para introducir dos aviones de fuselaje ancho en su flota. La aerolínea planeaba tener dos aviones en servicio para 2023 y dos aviones más para 2024. Inicialmente, se alquilarán Airbus A330 para los servicios y luego se modificarán para utilizar en su lugar el Airbus A350 más nuevo y más reciente.
| Avión           | En servicio | Órdenes | Pasajeros      | Observaciones | Refs        |
| --------------- | ----------- | ------- | -------------- | ------------- | ----------- |
| Airbus A330-300 | —           | 3       | Por determinar | —             | [ 6 ] [ 7 ] |
| Airbus A350-900 | —           | 4       | Por determinar | —             | [ 8 ]       |
| Total           | —           | 7       |                |               |             |